# Let Me In (Johnny Winter)
Let Me In è un album discografico del chitarrista blues statunitense Johnny Winter, pubblicato nel 1991 dall'etichetta discografica Pointblank Records.

## Il disco
Si tratta del primo album inciso dal chitarrista per l'etichetta Pointblank Records. Il disco presenta il tipico stile di Winter, con brani nervosi alternati a blues d'atmosfera, con in evidenza i veloci fraseggi di chitarra, in alcuni casi suonata con la tecnica slide. Tra i brani, soltanto uno è di Winter, mentre un altro è stato composto in collaborazione con Bo Diddley. Il resto è di altri autori. Nel 1992 l'album è stato ristampato dalla Virgin Records con un brano aggiuntivo. La copertina raffigura il volto di Johnny Winter di tre quarti, con un cappello da cow-boy in testa e i caratteristici capelli albini.

## Le tracce
1. Illustrated Man – 3:37 (testo: Mary Ann Brandon – musica: Fred James)
2. Barefootin’ – 4:06 (Robert Parker)
3. Life Is Hard – 6:17 (Fred James)
4. Hey You – 2:42 (Mike Himelstein)
5. Blue Mood – 3:01 (Jessie Mae Robinson)
6. Sugaree – 2:57 (testo: Elizabeth Cotten – musica: Marty Robbins)
7. Medicine Man – 4:22 (Henley Douglas)
8. You’re Humbuggin’ Me – 2:43 (J. D. Miller)
9. If You Got A Good Woman – 4:23 (Johnny Winter)
10. Got To Find My Baby – 2:40 (testo: Johnny Heartsman – musica: Little Walter)
11. Shame Shame Shame – 4:16 (Jimmy Reed)
12. Let Me In – 4:11 (testo: Bo Diddley – musica: Johnny Winter)

### Brano aggiunto nella ristampa 1992
1. You Lie Too Much – 4:03 (Dr. John)

## Musicisti
- Johnny Winter - voce, chitarra
- Jeff Ganz - basso
- Tom Compton - batteria

## Altri musicisti
- Billy Branch - armonica in Hey You, If you Got A Good Woman e Shame Shame Shame.
- Dr. John - pianoforte in Life Is Hard e Sugaree.
- Ken Saydak - pianoforte in If you Got A Good Woman.